# Ametropía
La ametropía, también conocido como error de refracción,  es cualquier defecto ocular que ocasione un enfoque inadecuado de la imagen sobre la retina, causando por lo tanto una disminución de la agudeza visual.  El término ametropía tiene el mismo significado que "defecto o anomalía de refracción ocular". Un ojo amétrope tiene un defecto de refracción en contraste con un ojo emétrope o que enfoca de forma adecuada.
Los defectos de visión que provienen de problemas de refracción del ojo suelen ser defectos congénitos, aunque en la minoría de los casos pueden ser adquiridos con el tiempo, por diversas razones. Cuando los defectos de refracción son congénitos, se les denomina ametropías.
Las principales ametropías son la miopía, la hipermetropía y el astigmatismo, en todas ellas el déficit de agudeza visual se corrige con el uso de lentes correctoras (gafas y lentes de contacto).

## Tipos de ametropías
Ametropías axiales
El defecto está en la longitud axial del globo ocular, o distancia entre la córnea y la retina. Son las más frecuentes. 
Ametropías refractivas
El defecto está en el índice de refracción del cristalino, como ocurre en los defectos de refracción adquiridos (pueden deberse a varias causas, entre las que pueden estar causadas por infecciones y enfermedades del ojo).

## Epidemiología
Se estima que el número de personas en el mundo que presentan algún tipo de ametropía oscila entre 800 y 2300 millones. Las tasas varían entre regiones del mundo con cerca de 25 % de europeos y 80 % de asiáticos afectados.